# Georges Gusdorf
Georges Gusdorf (cerca de Burdeos, 10 de abril de 1912 — 17 de octubre de 2000) fue un filósofo e historiador de las ideas francés, que estuvo 5 años en un campo de prisioneros del ejército alemán, e hizo después una importante investigación. Destaca, entre ella, Les sciences humaines et la pensée occidentale.

## Trayectoria
Gusdorf procedía de una familia judeo-alemana instalada en Francia, y nació cerca de Burdeos en 1912.
Fue alumno de Gaston Bachelard en la École normale supérieure de la calle Ulm de París. Siguió además la carrera académica en la Sorbona, dirigido por Léon Brunschvicg, en los años 1930, cuando enseñaban allí André Lalande (1867-1963) y el historiador de la filosofía Émile Bréhier.
Entre 1940 y 1945, fue llevado a un campo de detenidos (no de concentración nazi) en Lübeck, por el ejército enemigo.
Acabada la guerra, Gusdorf fue profesor en la Universidad de Estrasburgo, donde explicó filosofía en general y lógica. Publicó su tesis, La Découverte de soi, que le sirvió para futuros trabajos sobre la memoria personal, pues parte de su obra estuvo marcada por Søren Kierkegaard y Karl Barth), y su largo cautiverio en Lübeck.
En los años 1950, preparó a agregados en la ENS, como sucesor de Maurice Merleau-Ponty. Fue maestro en particular de Althusser y de Michel Foucault.
Desde 1966 hasta 1988, publicó en Payot catorce volúmenes de su indagación gigantesca Les sciences humaines et la pensée occidentale. En 1968, indignado por las formas demasiado agresivas de la revuelta de Mayo, emigró a Quebec. Luego, regresó a Estrasburgo. En 1994, fue nombrado doctor honoris causa por la Universidad de Neuchâtel.
En 2002, tras su muerte se publicó Le crépuscule des illusions: mémoires intempestifs, libro de memorias, con prefacio de  Ch. Porset. El libro añora su tiempo de juventud, con sus maestros y con Alain, Lévy-Bruhl, Piaget, Mauss; la pone frente a la generación estructuralista y sus sucesores.

## Obra
- La Découverte de soi, 1948
- L'expérience humaine du sacrifice, 1948
- Traité de l'existence morale, 1949
- Mémoire et personne, 1951
- La parole, 1952
- Mythe et métaphysique, 1953, reeditado en 1984
- Traité de métaphysique, 1956
- Science et foi au milieu du XX siècle, 1956
- La vertu de force, 1957
- Introduction aux sciences humaines, 1960
- Dialogue avec le médecin, 1962
- Signification humaine de la liberté, 1962
- Kierkegaard, 1963
- Pourquoi des professeurs? Pour une pédagogie de la pédagogie, 1963
- L'université en question, 1964
- Les sciences de l'homme sont des sciences humaines, 1967
- La Pentecôte sans l’esprit sain : université 1968, 1969
- Montesquieu: Lettres persanes, 1972, presentacióon
- Les Sciences de l’homme sont-elles des sciences humaines?, 1976
- Les révolutions de France et d’Amérique : de la violence à la sagesse, 1988
- Lignes de vie 1991: Les écritures du moi (vol. 1) y Auto-Bio-Graphie (vol. 2)
- Le crépuscule des illusions: mémoires intempestifs, Table ronde, 2002.

Serie Les sciences humaines et la pensée occidentale
- Tomo I: De l'histoire des sciences à l'histoire de la pensée, 1966
- Tomo II: Les origines des sciences humaines, 1967
- Tomo III: La Révolution galiléenne, 1969 ;
- Tomo IV: Les principes de la pensée au siècle des lumières, 1971
- Tome V: Dieu, la nature, l’homme au siècle des lumières, 1972
- Tomo VI: L’avènement des sciences humaines au siècle des lumières, 1973
- Tomo VII: Naissance de la conscience romantique au siècle des lumières, 1976
- Tomo VIII: La conscience révolutionnaire; Les idéologues, 1978
- Tomo IX: Fondements du savoir romantique, 1982
- Tomo X: Du néant à Dieu dans le savoir romantique, 1983
- Tomo XI: L’Homme romantique, 1984
- Tomo XII: Le savoir romantique de la nature, 1985
- Tomo XIII: Les origines de l’herméneutique, 1988.